# リキッド〜鬼の酒 奇跡の蔵〜
『リキッド 〜鬼の酒 奇跡の蔵〜』（リキッド おにのさけ きせきのくら）は、NHK BSプレミアムの「プレミアムドラマ」枠で2015年4月12日から4月26日まで放送された日本のテレビドラマ。連続3回。主演は伊藤英明。金沢郊外の老舗造り酒屋「相楽酒造」を舞台に、蔵の存続を賭ける新米蔵元が人生の再起を賭ける素人蔵人たちと理想の酒造りに奮闘する姿を描いたヒューマンドラマ。

## 登場人物

### 主要人物
相楽 修一〈40〉
演 - 伊藤英明
元銀行員、老舗『相楽酒造』の新蔵元。
鷲尾 勇作
演 - 津川雅彦
酒造りの鬼、杜氏。
相楽 直木
演 - 柄本佑
修一の従弟、素人蔵人。
鈴原 洋次
演 - 甲本雅裕
素人蔵人、ホームレス。
清水 真衣加
演 - 関めぐみ
素人蔵人、ソムリエ。
田島 直太朗
演 - 深水元基
素人蔵人、元ヤンキー。
谷田 幹二
演 - 大高洋夫
相楽酒蔵の元杜氏。
轟 勝久
演 - 渡辺いっけい
名門酒蔵の蔵元、相楽酒造に敵意を持つ。
相楽 好枝
演 - 松原智恵子
修一の母。
国重 五郎
演 - 石橋蓮司
米造りの名人。
鷲尾 タエ
演 - 星由里子
勇作の妻。

### その他
相楽 真知子
演 - 中村優子
修一の妻。
相楽 藍那
演 - 長島愛莉
修一の娘。
相楽 世津
演 - 秋山菜津子
直木の母、修一の叔母。
荒木
演 - 菅原大吉
修一の銀行時代の上司。
柳下
演 - 池田成志
東洋第一銀行金沢支店副支店長。
鷲尾 幸治
演 - 町山博彦
勇作の息子。

## スタッフ
- 脚本 - 源孝志
- 監督 - 源孝志
- 音楽 - 中島ノブユキ
- 制作統括 - 荻野太朗（NHK編成局コンテンツ開発センター）、伊藤純（NHKエンタープライズ）、手塚治（東映）
- プロデューサー - 豊田研吾（NHKエンタープライズ）、石﨑宏哉（東映）
- 制作 - NHKエンタープライズ
- 制作・著作 - NHK、東映

## 放送日程
| 放送回 | 放送日  | サブタイトル |
| ------ | ------- | ------------ |
| 第1回  | 4月12日 | 鬼の帰還     |
| 第2回  | 4月19日 | 理想の酒     |
| 最終回 | 4月26日 | 名酒のゆくえ |